# 道口村
道口村（みちぐちそん）は、岡山県浅口郡にあった村。現在の倉敷市の一部にあたる。

## 地理
遙照山地の南東の丘陵地と、その周辺の平坦地に位置していた。

## 歴史
- 1889年（明治22年）6月1日、町村制の施行により、浅口郡道口村、富村が合併して村制施行し、道口村が発足[1][2]。旧村名を継承した道口、富の2大字を編成[2]。
- 1892年（明治25年）大洪水発生[2]。
- 1893年（明治26年）大洪水発生[2]。
- 1899年（明治32年）大洪水発生[2]。
- 1903年（明治36年）12月1日、浅口郡池田村と合併し富田村を新設して廃止された[1][2]。合併後、富田村大字道口・富となる[2]。

## 産業
- 農業、果樹[2]
- 1897年（明治30年）頃からモモの栽培が始まる[2]。

## 教育
- 1903年（明治36年）道口小学校、池田小学校が合併し徳本高等小学校（現：倉敷市立富田小学校）設立[2]。